# Liste der denkmalgeschützten Objekte in Gaißau
Die Liste der denkmalgeschützten Objekte in Gaißau enthält die denkmalgeschützten, unbeweglichen Objekte der Gemeinde Gaißau.

## Denkmäler
| Foto |                 | Denkmal                                                    | Standort                              | Beschreibung | Metadaten |
| ---- | --------------- | ---------------------------------------------------------- | ------------------------------------- | --- | --- |
| ja   | Datei hochladen | Wohnhaus HERIS-ID: 21086 Objekt-ID: 17400                  | Hofackerstraße 5 Standort KG: Gaissau | Rheintalhaus | BDA-Hist.: Q37858835 Status: Bescheid Stand der BDA-Liste: 2025-06-30 Name: Wohnhaus GstNr.: 193/4 Hofackerstraße 5 (Gaißau)                       |
| ja   | Datei hochladen | Pfarrhof HERIS-ID: 13855 Objekt-ID: 10070                  | Kirchstraße 4 Standort KG: Gaissau    | Das Thurgauer Fachwerkhaus mit gemauerten Sockelgeschoß, neben Kirche und Friedhof gelegen, wird seit 1789 überwiegend für kirchliche Zwecke genutzt. In den 1990er Jahren wurde ein Abbruch erwogen, man entschied sich jedoch für eine Entfernung störender Umbauten aus der Mitte des 20. Jahrhunderts und für eine Wiederherstellung des ursprünglichen Zustands. | BDA-Hist.: Q37715722 Status: § 2a Stand der BDA-Liste: 2025-06-30 Name: Pfarrhof GstNr.: .73 Kirchstraße 4 (Gaißau)                                |
| ja   | Datei hochladen | Kath. Pfarrkirche hl. Othmar HERIS-ID: 4655 Objekt-ID: 510 | Standort KG: Gaissau                  | Die neugotische Pfarrkirche von Gaißau wurde ab 1870 unter Pfarrer Anton Zimmermann als Ersatz für eine baufällig gewordene Kapelle von 1760 errichtet und 1873 vom Generalvikar geweiht. Sie hat einen über dem Haupteingang erbauten Turm und einen nach Nordosten ausgerichteten Chor. 1983 erfolgte eine umfassende Sanierung und Modernisierung.                 | BDA-Hist.: Q18412246 Status: § 2a Stand der BDA-Liste: 2025-06-30 Name: Kath. Pfarrkirche hl. Othmar GstNr.: .71/2 Pfarrkirche Hl. Othmar (Gaißau) |